# Ventelay
Ventelay település Franciaországban, Marne megyében. Lakosainak száma 254 fő (2022. január 1.). Ventelay Concevreux, Guyencourt, Meurival, Roucy, Bouvancourt, Montigny-sur-Vesle és Romain községekkel határos.

## Népesség
A település népessége az elmúlt években az alábbi módon változott:
| Lakosok száma | 221  | 197  | 205  | 267  | 256  | 262  | 259  | 258  | 257  | 254  |
|               | 1968 | 1982 | 1990 | 2006 | 2013 | 2015 | 2017 | 2019 | 2020 | 2022 |